# Manpower
 Manpower és una pel·lícula estatunidenca dirigida per Raoul Walsh el 1941.

## Argument
Hank McHenry i Johnny Marshall treballen a la carretera en una empresa d'energia. En un accident Hank és ferit i és promogut a cap de la colla. Una nit Hank i Johnny coneixen Fay Duval, però comencen les tensions entre Hank i Johnny.

## Repartiment
- Edward G. Robinson: Hank 'Gimpy' McHenry
- Marlene Dietrich: Fay Duval
- George Raft: Johnny Marshall
- Alan Hale: Jumbo Wells
- Frank McHugh: Omaha
- Eve Arden: Dolly
- Barton MacLane: Smiley Quinn
- Ward Bond: Eddie Adams
- Walter Catlett: Sidney Whipple
- Joyce Compton: Scarlett
- Lucia Carroll: Flo
- Egon Brecher: Antoine 'Pop' Duval